# Mark Kerr (lottatore)
Mark Kerr (Toledo, 21 dicembre 1968) è un ex lottatore di arti marziali miste statunitense.
Con un background da campione NCAA di lotta libera, Kerr lasciò la sua impronta anche nelle arti marziali miste entrando nella storia della UFC imponendosi in maniera netta nei tornei UFC 14 e UFC 15; vinse anche il torneo dei pesi massimi dell'organizzazione brasiliana WVC e per molti anni combatté nella promozione giapponese Pride, considerata al tempo la migliore al mondo per le MMA. Kerr vinse anche tre tornei ADCC Submission Wrestling World Championship di submission wrestling, due nella categoria sopra i 99 kg  uno nella categoria Absolute.
Nell’ottobre 2025 verrà distribuito al cinema un film incentrato sulla sua vita e carriera, intitolato The Smashing Machine, con protagonisti Dwayne Johnson ed Emily Blunt.

## Carriera nelle arti marziali miste

### Inizi
Kerr iniziò a praticare lotta libera presso l'high school che frequentava nell'Iowa, la stessa scuola dove crebbe il futuro campione UFC Pat Miletich; successivamente si trasferì con la famiglia nell'Ohio, dove divenne campione statale.
La consacrazione sportiva avvenne da studente della Syracuse University quando, nel 1992, vinse il campionato NCAA nella categoria degli 86 kg a spese della leggenda delle MMA Randy Couture, che si classificò secondo; quell'anno Kerr divenne anche un all-american.
Nel 1994 vinse il campionato senior nella categoria 100 kg e successivamente cominciò ad interessarsi alle arti marziali miste.

### World Vale Tudo Championship
Nel 1997 esordì nel mondo delle MMA professionistiche con la terza edizione del torneo brasiliano World Vale Tudo Championship.
Il torneo si svolse tutto in una giornata e Kerr, già al primo incontro contro Paul Varelans, si ruppe la mano ma proseguì e sconfisse l'avversario per KO; successivamente si impose su Mestre Hulk, che per evitare i colpi dell'avversario strisciò fuori dal ring. In finale ebbe un drammatico scontro di trenta minuti contro Fabio Gurgel ma Kerr ne uscì vincitore ai punti, aggiudicandosi il torneo.

### Ultimate Fighting Championship
Kerr venne introdotto nella UFC nel 1997 dall'amico Mark Coleman.
Al tempo la federazione aveva già introdotto le categorie di peso e Kerr infatti prese parte al torneo dei pesi massimi UFC 14: in semifinale mise KO in poco più di due minuti l'israeliano Moti Horenstein e in finale affrontò Dan Bobish vincendo in 1 minuto e 38 secondi e divenendo quindi campione del torneo.
Tre mesi dopo, nell'ottobre 1997, combatté anche nel torneo UFC 15: anche qui si dimostrò devastante, annichilendo Greg Stott in semifinale per KO in soli 17 secondi e sottomettendo Dwayne Cason in finale.
Da duplice campione dei pesi massimi Mark Kerr lasciò la UFC per trasferirsi in Giappone e combattere nella Pride, la quale poteva garantirgli una maggiore remunerazione economica e competitività sportiva.

### Pride Fighting Championships
Kerr esordì in Pride il 15 marzo 1998, vincendo per squalifica dell'avversario contro il primo campione K-1 Branko Cikatić; nello stesso anno superò anche i brasiliani Pedro Otavio e Hugo Duarte, portando il proprio record personale sul 10-0.
Nel 1999 allungò ulteriormente la sua imbattibilità sottomettendo Nobuhiko Takada al primo round; lo stesso anno affrontò Ihor Vovčančyn, che veniva da un impressionante record di trentadue vittorie al momento della sfida, per il titolo non ufficiale di peso massimo più forte del mondo: Vovchanchyn vinse anche quell'incontro mettendo KO Kerr, ma successivamente il risultato venne cambiato dai giudici di gara in un No Contest in quanto da regolamento le ginocchiate sferrate dal lottatore ucraino ad un Kerr a terra non erano ammesse.
In quegli stessi anni Kerr completò il suo percorso di astro della lotta libera vincendo il torneo ADCC sia nel 1999 che nel 2000: in questo anno, in particolare, vinse il torneo openweight sconfiggendo per ben due volte Josh Barnett e altri campioni e nomi noti della lotta libera e delle MMA come Ricco Rodriguez e Chris Haseman. Venne sconfitto solamente da Ricardo Arona.
Nel 2000 prese parte al torneo Pride Grand Prix assieme a Mark Coleman, inserito nella parte opposta del tabellone rispetto a Kerr; al primo turno sconfisse ai punti l'ex campione Shooto Enson Inoue. Questo fu l'anno della prima vera sconfitta patita da Kerr nella sua carriera nelle MMA, benché ai punti, per mano di Kazuyuki Fujita, lottatore noto per la sua mascella di ferro: con tale sconfitta Kerr venne quindi eliminato dal torneo, vinto alla fine da Coleman.
Da quel momento iniziò la fase del tramonto per quanto riguarda le prestazioni sportive di Kerr, che venne nettamente sconfitto prima da Vovčančyn e poi da Heath Herring, il quale nel successivo incontro affrontò Antônio Rodrigo Nogueira per il neonato titolo dei pesi massimi Pride.
A quel punto Kerr decise di prendersi una lunga pausa e tornò a combattere nel 2004, non riuscendo però a cambiare il trend negativo e venendo sconfitto da Yoshihisa Yamamoto finendo KO da solo, in quanto nel tentativo di portare l'avversario a terra con un takedown finì per sbattere la testa al suolo.
Dopo quella sconfitta Kerr lasciò la Pride.

### Dopo la Pride
Kerr non riuscì più a riportarsi a livelli accettabili nemmeno in federazioni di minor caratura: venne infatti messo KO da Mike Whitehead nell'IFL e sottomesso da Mostapha al-Turk nella britannica Cage Rage.
Combatté ancora fino al 2009 ottenendo due vittorie ma anche altre cinque sconfitte, che portarono il suo record personale ad un definitivo 15-11: tra gli avversari affrontò anche l'ex campione UFC Oleg Taktarov, l'espert Jeff Monson e il futuro campione Strikeforce Muhammed Lawal in un match organizzato dalla M-1 Global.
Attualmente persegue una carriera da rivenditore farmaceutico.

## Risultati nelle arti marziali miste
| Risultato  | Record    | Avversario         | Metodo                               | Evento                              | Data              | Round | Tempo | Città                      | Note                                            |
| ---------- | --------- | ------------------ | ------------------------------------ | ----------------------------------- | ----------------- | ----- | ----- | -------------------------- | ----------------------------------------------- |
| Sconfitta  | 15–11 (1) | Muhammed Lawal     | KO (pugni)                           | M-1 Global Presents Breakthrough    | 28 agosto 2009    | 1     | 0:25  | Kansas City, Stati Uniti   |                                                 |
| Sconfitta  | 15–10 (1) | Jeff Monson        | Sottomissione (rear naked choke)     | Vengeance FC                        | 27 settembre 2008 | 1     | 3:17  | Concord, Stati Uniti       |                                                 |
| Sconfitta  | 15–9 (1)  | Ralph Kelly        | KO Tecnico (colpi)                   | Xp3: The Proving Ground             | 26 luglio 2008    | 1     | -     | Houston, Stati Uniti       |                                                 |
| Sconfitta  | 15–8 (1)  | Tracy Willis       | Sottomissione (ghigliottina)         | C-3 Fights: Contenders              | 7 giugno 2008     | 1     | 0:45  | Concho, Stati Uniti        |                                                 |
| Sconfitta  | 15–7 (1)  | Oleg Taktarov      | Sottomissione (kneebar)              | YAMMA Pit Fighting                  | 11 aprile 2008    | 1     | 1:55  | Atlantic City, Stati Uniti |                                                 |
| Vittoria   | 15–6 (1)  | Chuck Huus         | Sottomissione (keylock)              | CCCF: Battle on the Border          | 29 marzo 2008     | 1     | 2:41  | Newkirk, Stati Uniti       |                                                 |
| Vittoria   | 14–6 (1)  | Steve Gavin        | Sottomissione (armlock)              | WCO: Kerr Vs. Gavin                 | 7 novembre 2007   | 1     | 1:39  | Hollywood, Stati Uniti     |                                                 |
| Sconfitta  | 13–6 (1)  | Mostapha al-Turk   | KO Tecnico (Sottomissione ai pugni)  | Cage Rage 20: Born 2 Fight          | 10 febbraio 2007  | 1     | 2:29  | Londra, Regno Unito        |                                                 |
| Sconfitta  | 13–5 (1)  | Mike Whitehead     | KO Tecnico (pugni)                   | IFL: World Championship Semifinals  | 2 novembre 2006   | 1     | 2:40  | Portland, Stati Uniti      |                                                 |
| Sconfitta  | 13–4 (1)  | Yoshihisa Yamamoto | KO Tecnico (pugni)                   | Pride 27: Inferno                   | 1º febbraio 2004  | 1     | 0:40  | Osaka, Giappone            |                                                 |
| Sconfitta  | 13–3 (1)  | Heath Herring      | KO Tecnico (ginocchiate)             | Pride 15: Raging Rumble             | 29 luglio 2001    | 2     | 4:56  | Saitama, Giappone          |                                                 |
| Sconfitta  | 13–2 (1)  | Ihor Vovčančyn     | Decisione (unanime)                  | Pride 12: Cold Fury                 | 9 dicembre 2000   | 3     | 5:00  | Saitama, Giappone          |                                                 |
| Vittoria   | 13–1 (1)  | Igor Borisov       | Sottomissione (neck crank)           | Pride 10: Return of the Warriors    | 27 agosto 2000    | 1     | 2:06  | Tokorozawa, Giappone       |                                                 |
| Sconfitta  | 12–1 (1)  | Kazuyuki Fujita    | Decisione (unanime)                  | Pride Grand Prix 2000 Finals        | 1º maggio 2000    | 1     | 15:00 | Tokyo, Giappone            | Torneo Pride Grand Prix 2000, Quarti di finale  |
| Vittoria   | 12–0 (1)  | Enson Inoue        | Decisione (unanime)                  | Pride Grand Prix 2000 Opening Round | 30 gennaio 2000   | 1     | 15:00 | Tokyo, Giappone            | Torneo Pride Grand Prix 2000, Primo turno       |
| No Contest | 11–0 (1)  | Ihor Vovčančyn     | No Contest (ginocchiate non ammesse) | Pride 7                             | 12 settembre 1999 | 2     | 4:36  | Yokohama, Giappone         | Per il titolo non ufficiale di Peso Massimo #1  |
| Vittoria   | 11–0      | Nobuhiko Takada    | Sottomissione (kimura)               | Pride 6                             | 4 luglio 1999     | 1     | 3:04  | Yokohama, Giappone         |                                                 |
| Vittoria   | 10–0      | Hugo Duarte        | KO Tecnico (ritiro)                  | Pride 4                             | 11 ottobre 1998   | 3     | 2:32  | Tokyo, Giappone            |                                                 |
| Vittoria   | 9–0       | Pedro Otavio       | Sottomissione (kimura)               | Pride 3                             | 24 giugno 1998    | 1     | 2:13  | Tokyo, Giappone            |                                                 |
| Vittoria   | 8–0       | Branko Cikatić     | Squalifica (aggrappato alle corde)   | Pride 2                             | 15 marzo 1998     | 1     | 2:14  | Yokohama, Giappone         | Debutto in Pride                                |
| Vittoria   | 7–0       | Dwayne Cason       | Sottomissione (rear naked choke)     | UFC 15: Collision Course            | 17 ottobre 1997   | 1     | 0:53  | Bay St. Louis, Stati Uniti | Vince il torneo dei Pesi Massimi UFC 15         |
| Vittoria   | 6–0       | Greg Stott         | KO (ginocchiata)                     | UFC 15: Collision Course            | 17 ottobre 1997   | 1     | 0:17  | Bay St. Louis, Stati Uniti | Torneo dei Pesi Massimi UFC 15, Semifinale      |
| Vittoria   | 5–0       | Dan Bobish         | Sottomissione (mento sull'occhio)    | UFC 14: Showdown                    | 27 luglio 1997    | 1     | 1:38  | Birmingham, Stati Uniti    | Vince il torneo dei Pesi Massimi UFC 14         |
| Vittoria   | 4–0       | Moti Horenstein    | KO Tecnico (pugni)                   | UFC 14: Showdown                    | 27 luglio 1997    | 1     | 2:22  | Birmingham, Stati Uniti    | Torneo dei Pesi Massimi UFC 14, Semifinale      |
| Vittoria   | 3–0       | Fabio Gurgel       | Decisione (unanime)                  | World Vale Tudo Championship 3      | 19 gennaio 1997   | 1     | 30:00 | Brasile                    | Vince il torneo dei Pesi Massimi WVC 3          |
| Vittoria   | 2–0       | Mestre Hulk        | Squalifica (uscita dal ring)         | World Vale Tudo Championship 3      | 19 gennaio 1997   | 1     | 2:21  | Brasile                    | Torneo dei Pesi Massimi WVC 3, Semifinale       |
| Vittoria   | 1–0       | Paul Varelans      | KO Tecnico (colpi)                   | World Vale Tudo Championship 3      | 19 gennaio 1997   | 1     | 2:06  | Brasile                    | Torneo dei Pesi Massimi WVC 3, Quarti di finale |